# عائد خالي من المخاطرة
العائد الخالي من المخاطرة Risk-free interest rate وهو العائد الذي يحصل عليه المستثمر من دون ما يعرف بمخاطرة الإفلاس Default risk ومن أنواع المخاطرة الأخرى المخاطرة السوقية ومخاطرة التسييل.
و هذ العائد لا يوجد في إلا نظريا حيث من المستحيل أن يكون هناك عائد خالي تماما من المخاطرة ولكن مطوري هذا المصطلح يستخدمون معدل الفائدة على أذونات الخزينة الحكومية.
و تكون المخاطرة على هذه الأذونات في أدنى المستويات بسبب شبه استحالة افلاس الحكومة (إلا في حالات نادرة) وكذلك قصر مدة استحقاق هذه الأذونات (غالبا ثلاث أشهر).

## اقرأ أيضا
- استطلاع الموارد المالية
- خداع (اقتصاد)